# Lukavec (ort i Kroatien)
Lukavec är en ort i Kroatien.   Den ligger i länet Zagrebs län, i den centrala delen av landet, 12 km söder om huvudstaden Zagreb. Lukavec ligger 112 meter över havet och antalet invånare är 1 124.

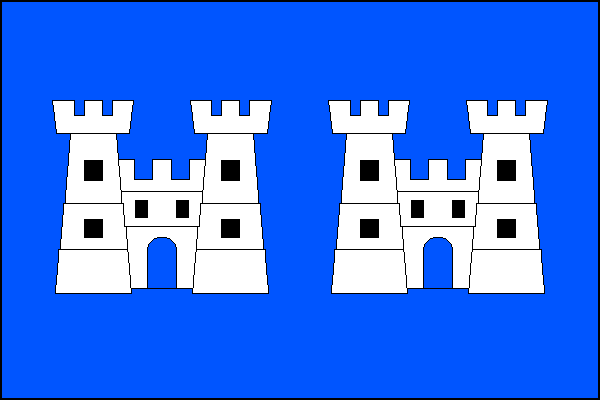
Lukavecs vapen: Blå bakgrund med två vita borgar.

Terrängen runt Lukavec är platt. Runt Lukavec är det ganska tätbefolkat, med 54 invånare per kvadratkilometer. Närmaste större samhälle är Zagreb - Centar, 12,1 km norr om Lukavec. I omgivningarna runt Lukavec växer i huvudsak lövfällande lövskog.